# Monos (película)
Monos es una película de drama del año 2019, coproducción de Colombia, Estados Unidos, Argentina, Países Bajos, Alemania, Uruguay, Dinamarca, Suecia y Suiza dirigida por Alejandro Landes, escrita por él mismo junto con Alexis Dos Santos y producida por Fernando Epstein, Santiago Zapata, Cristina Landes y Alejandro Landes. Narra la historia de ocho jóvenes víctimas de la violencia y reclutados por un grupo armado ilegal que pasan por una serie de eventos incluyendo la vigilancia de una rehén estadounidense recién secuestrada.
La cinta se estrenó el 26 de enero de 2019 en el Festival de Cine de Sundance, en donde obtuvo el premio especial del jurado en la categoría de cine internacional.  Fue estrenada el 15 de agosto en Colombia, y el 13 de septiembre internacionalmente, siendo distribuida por Neon y Participant Media.
En 2021 ganó ocho Premios Macondo, entregados por la Academia Colombian de Artes y Ciencias Cinematográficas, incluyendo los de Mejor Película y Mejor Dirección. Un gran logro porque debido a la pandemia, compitió con películas estrenadas durante 2019, 2020 y parte de 2021.
La película fue seleccionada para representar a Colombia en la categoría de Mejor película internacional de la 92.ª edición de los Premios Óscar.

## Sinopsis
En la cima de una remota montaña en algún lugar de Latinoamérica, un grupo rebelde de comandos adolescentes, que utilizan nombres de guerreros como: Rambo, Patagrande, Pitufo, Lobo y Boom Boom realizan ejercicios de entrenamiento militar mientras vigilan a una prisionera conocida como "La doctora" (Julianne Nicholson) y una vaca lechera reclutadas para una fuerza sombría conocida como "La Organización". Después de que una emboscada empuja al grupo hacia la jungla, su intrincado vínculo se fractura y la misión empieza a colapsar.

## Trama
En la remota cima de una montaña, los Monos, un grupo de ocho comandos adolescentes identificados sólo por sus nombres de guerra (Lobo, Rambo, Perro, Patagrande, Boom Boom, Pitufo, Leidy y Sueca), realizan ejercicios de entrenamiento militar mientras vigilan a una prisionera de guerra a la que sólo se hace referencia como "La Doctora". Reciben la visita del Mensajero, un superior de la organización anónima a la que sirven, quien supervisa sus ejercicios y les indica que se esfuercen más. Dos de los Monos, Leidy y Lobo, solicitan permiso para entablar una relación romántica, lo que el Mensajero les concede. Antes de partir, deja a los Monos a cargo de una vaca lechera llamada Shakira.
Leidy y Lobo consuman su relación, un evento que los otros comandos festejan con disparos de celebración, durante los cuales Shakira es asesinada accidentalmente por Perro. Los Monos castigan a Perro poniéndolo en aislamiento dentro de un pozo y luego arrastran el cuerpo de Shakira a su campamento para despellejarla y aprovechar su carne, luego de esto el líder de la tropa, Lobo, se suicida. Los Monos discuten sobre cómo informar esto al Mensajero por radio; Finalmente mienten para proteger a Perro, diciendo que Lobo mató a Shakira mientras estaba ebrio y luego se suicidó por vergüenza. Leidy y Rambo tienen un encuentro sexual esa noche junto al fuego. Con Lobo muerto, el Mensajero nombra a Patagrande como jefe del escuadrón. Por radio, el comandante de la Organización le hace preguntas en inglés a la Doctora sobre su familia para confirmar que está viva.
La base de los Monos es atacada y la Doctora queda bajo la vigilancia de Sueca, quien le informa que deberá matarla si las fuerzas enemigas intentan rescatarla. Mientras están solas, la Doctora apela a las emociones de Sueca para que la ayude a escapar y las dos se abrazan cuando el búnker en el que se esconden es bombardeado. Inesperadamente, Sueca comienza a besar a la Doctora, quien la aparta para que se detenga, por lo que Sueca vuelve a apuntarle con su arma y comienza a reír a la vez que llora.
Al día siguiente, Patagrande anuncia que los Monos triunfaron en la pelea y se trasladarán a la jungla. Poco después de su llegada, la Doctora escapa. Patagrande se enfurece, daña la radio y declara a los Monos independientes de la Organización. Después de que recapturan a la Doctora, Patagrande exige que Rambo la encadene a un árbol. Rambo lo hace, pero comienza a llorar, lo que enfurece aún más a Patagrande.
El Mensajero regresa para ver cómo están los Monos y descubre que Leidy y Patagrande han comenzado una relación sexual sin aprobación. Obliga a los Monos a realizar ejercicios extenuantes y a que cada uno confiese las fechorías que los demás han hecho. Pitufo revela que Perro fue quien mató a Shakira y cuenta lo que dijo Patagrande sobre la independencia de los Monos. El Mensajero anuncia que llevará a Patagrande para ser evaluado por los superiores de la Organización. Sin embargo, durante el viaje en lancha hasta allí, Patagrande le dispara al Mensajero por la espalda y regresa al campamento en la jungla. Pitufo es atado a un árbol como castigo por ser un delator y los Monos redoblan su entrenamiento, robando a varios automovilistas que pasaban por la zona.
Rambo intenta liberar a Pitufo en la noche para escapar juntos, pero Leidy lo detiene. Luego, Rambo sale corriendo solo e intenta robar una balsa, sólo para ser atrapado por su dueño, que estaba buceando mientras buscaba oro en el fondo del río. Rambo es llevado por el hombre a su casa, donde se encuentra con la familia del hombre y le dan comida y una cama.
Sueca lleva a la Doctora encadenada a nadar y pronto se une a ella lanzándose al río. La Doctora usa la cadena para estrangular a Sueca bajo el agua y luego rompe la cadena con una piedra. Regresa a la base, encuentra a Pitufo atado y le saca las botas. Pitufo le ruega a la Doctora que lo lleve con ella, pero es dejado allí.
Los Monos rastrean a Rambo y atacan la casa, matando al hombre y a su esposa. Mientras Rambo huye, el audio de una televisión de fondo informa que la Doctora ha sido vista en la jungla y se da a entender que pronto será rescatada por las autoridades. Leidy encuentra a los tres hijos del matrimonio escondidos debajo de una mesa mientras Patagrande, Boom Boom y Perro persiguen a Rambo, quien salta al río. Finalmente, Rambo llega a la orilla de una pequeña playa y es recogido por un helicóptero militar, cuyos pilotos comunican por radio que han encontrado a una persona no identificada. Cuando el helicóptero llega a una ciudad cercana, uno de los soldados contacta a su comandante y le solicita repetidamente órdenes sobre qué hacer con la persona rescatada mientras Rambo comienza a llorar.

## Reparto
- Julianne Nicholson como "La doctora" Sara Watson.
- Moisés Arias como Patagrande.
- Sofía Buenaventura como Rambo.
- Julián Giraldo como Lobo.
- Karen Quintero como Leidy.
- Laura Castrillón como Sueca.
- Deiby Rueda como Pitufo.
- Esneider Castro como Boom Boom.
- Paul Cubides como Perro.
- Wilson Salazar como El Mensajero.
- Jorge Román como El Minero de Oro.

## Producción
Fernando Epstein, Santiago Zapata, Cristina Landes y Alejandro Landes produjeron la película bajo la marca de Stela Cine y con el apoyo de Caracol Televisión, Cine Colombia, Dago Garcia Producciones, Dynamo, EFD Colombia y los demás coproductores internacionales.
La cinta se filmó en 2015 Colombia, en el páramo de Chingaza en Cundinamarca, y en el cañón del Samaná, en Antioquia. Estas locaciones nunca antes habían sido filmadas, debido a su difícil acceso y condiciones de clima extremas.
La película es una coproducción colombiana con El Campo Cine (Argentina), Lemming Film (Holanda), Pandora Film Produktion (Alemania), Snowglobe Film (Dinamarca), Mutante Cine (Uruguay), Bord Cadre Films (Suiza), Film i Väst (Suecia) y Counter Narrative Films (Estados Unidos).

## Lanzamiento
En enero de 2019, tras su proyección en Sundance, Neon adquirió los derechos de distribución para los Estados Unidos. Unos meses después, en marzo, Participant Media se unió como codistribuidor para el territorio americano. En mayo del mismo año se anunciaron sus fechas de lanzamiento: el 15 de agosto para Colombia y el 13 de septiembre para Estados Unidos.

## Premios y reconocimientos
| Premio                                         | Fecha                    | Categoría                                                | Ganador o nominado                    | Resultado | Ref(s) |
| ---------------------------------------------- | ------------------------ | -------------------------------------------------------- | ------------------------------------- | --------- | ------ |
| Festival de Cine de Sundance                   | 2 de febrero del 2019    | Premio especial del jurado: Categoría Cine Internacional | Alejandro Landes                      | Ganador   | [ 6 ]  |
| Festival Internacional de Cine de Berlín       | 15 de febrero del 2019   | Premio Teddy - Mejor Película                            | Alejandro Landes                      | Nominado  | [ 10 ] |
| FICCI                                          | 11 de marzo de 2019      | Premio del público                                       | Alejandro Landes                      | Ganador   | [ 11 ] |
| Cinélatino Rencontres de Toulouse              | 30 de marzo de 2019      | Prix CCAS, Prix Des Électriciens Gaziers                 | Alejandro Landes                      | Ganador   | [ 12 ] |
| BAFICI                                         | 13 de abril de 2019      | Mejor Música Original                                    | Mica Levi                             | Ganador   | [ 10 ] |
| Festival de Cine de Newport Beach              | 8 de mayo de 2019        | Premio del Jurado - Mejor Película                       | Monos (película)                      | Ganador   | [ 13 ] |
| Festival de Cine de Newport Beach              | 8 de mayo de 2019        | Premio del Jurado - Mejor Actriz                         | Sofia Buenaventura                    | Ganador   | [ 13 ] |
| Festival de Cine de Newport Beach              | 8 de mayo de 2019        | Premio del Jurado - Mejor Director                       | Alejandro Landes                      | Ganador   | [ 13 ] |
| Festival de Cine de Newport Beach              | 8 de mayo de 2019        | Premio del Jurado - Mejor Cinematografía                 | Jasper Wolf                           | Ganador   | [ 13 ] |
| Festival de Cine de Montclair                  | 12 de mayo de 2019       | Premio de Ficción                                        | Alejandro Landes                      | Ganador   | [ 14 ] |
| Festival Internacional de Cine de Transilvania | 9 de junio de 2019       | Transilvania Trophy - Mejor Película                     | Alejandro Landes                      | Ganador   | [ 9 ]  |
| Art Film Fest                                  | 21 de junio de 2019      | Blue Angel - Mejor Película                              | Monos (película)                      | Ganador   | [ 15 ] |
| Festival Internacional de Cine de Viña del Mar | 14 de septiembre de 2019 | GRAN PAOA - Mejor Película                               | Monos (película)                      | Ganador   | [ 16 ] |
| Festival Internacional de Cine de Viña del Mar | 14 de septiembre de 2019 | Premio de la Prensa Especializada                        | Monos (película)                      | Ganador   | [ 16 ] |
| Premios Macondo                                | 25 de noviembre de 2021  | Mejor largometraje de ficción                            | Monos (película)                      | Ganador   | [ 7 ]  |
| Premios Macondo                                | 25 de noviembre de 2021  | Mejor dirección                                          | Alejandro Landes                      | Ganador   | [ 7 ]  |
| Premios Macondo                                | 25 de noviembre de 2021  | Mejor actriz principal                                   | Julianne Nicholson                    | Nominado  | [ 7 ]  |
| Premios Macondo                                | 25 de noviembre de 2021  | Mejor actor principal                                    | Moisés Arias                          | Nominado  | [ 7 ]  |
| Premios Macondo                                | 25 de noviembre de 2021  | Mejor actriz de reparto                                  | Sofía Buenaventura                    | Ganador   | [ 7 ]  |
| Premios Macondo                                | 25 de noviembre de 2021  | Mejor guion original                                     | Alejandro Landes, Alexis Dos Santos   | Nominado  | [ 7 ]  |
| Premios Macondo                                | 25 de noviembre de 2021  | Mejor música original                                    | Mica Levi                             | Ganador   | [ 7 ]  |
| Premios Macondo                                | 25 de noviembre de 2021  | Mejor dirección de fotografía                            | Jasper Wolf                           | Ganador   | [ 7 ]  |
| Premios Macondo                                | 25 de noviembre de 2021  | Mejor dirección de arte                                  | Daniela Schneider, Ángela Leyton      | Nominado  | [ 7 ]  |
| Premios Macondo                                | 25 de noviembre de 2021  | Mejor sonido                                             | Lena Esquenazi                        | Ganador   | [ 7 ]  |
| Premios Macondo                                | 25 de noviembre de 2021  | Mejor VFX                                                | Linus Lindbalk, The Gentleman Broncos | Ganador   | [ 7 ]  |
| Premios Macondo                                | 25 de noviembre de 2021  | Mejor vestuario                                          | Daniela Schneider, Johanna Buendía    | Nominado  | [ 7 ]  |
| Premios Macondo                                | 25 de noviembre de 2021  | Mejor maquillaje                                         | Andrés Ramírez, Alex Rojas            | Ganador   | [ 7 ]  |